# ان (اوورنی-رون-آلپ)
اَن یا اَ (به فرانسوی: Ain) اولین شهرستان فرانسه است. این شهرستان در شرق فرانسه قرار دارد و زیرمجموعهٔ ناحیهٔ اوورنی-رون-آلپ است. مساحت این شهرستان ۵٬۷۶۲ کیلومتر مربع و جمعیت آن ۵۷۴٬۳۷۷ نفر است. این شهرستان در سال ۱۷۹۰ برپا شد.